# 安特拉齊特
安特拉齊特（羅馬化：Antratsyt，意为“无烟煤”）法理上是乌克兰東部盧甘斯克州罗韦尼基区安特拉齐特市镇内的城市及该市镇的行政中心，事实上为俄罗斯卢甘斯克人民共和国的直辖市及安特拉齊特區的行政中心（该市不在该区的管辖范围内）。該市始建於1895年，面積33平方公里，海拔高度244米，2022年人口数量为52,150人。該市亦是烏克蘭的無煙煤開採重鎮。

## 城市名称
该市原名博科沃-安特拉齐特，在1962年12月30日被改为现名。

## 当地名人
- 弗拉基米尔·利亚霍夫：苏联宇航员，曾三次执行太空任务。
- 亚历克斯·莱恩：乌克兰篮球运动员。